# Harry Bernstein
Harry Bernstein (Stockport, Engeland, 30 mei 1910 – New York, 3 juni 2011) was een Amerikaans schrijver van Joods-Britse herkomst.

## Leven en werk
Het gezin Bernstein emigreerde in 1922 naar de Verenigde Staten. Bernstein werkte er voor diverse filmmaatschappijen als scriptredacteur en als redacteur voor diverse tijdschriften, waaronder Popular Mechanics en Newsweek. Vrijwel zijn hele leven heeft hij daarnaast ook fictie geschreven: hij produceerde een veertigtal boeken, maar omdat hij geen enkele uitgever bereid vond werk van hem te publiceren heeft hij deze ook allemaal weer vernietigd.
Pas in 2007, op 96-jarige leeftijd, debuteerde Bernstein als schrijver met zijn in 2002 begonnen autobiografische werk  The Invisible Wall, over zijn vroege jeugd, tijdens en kort na de Eerste Wereldoorlog, opgroeiende in een arbeidersmilieu, met een alcoholische vader in een klein stadje in noordwest Engeland, geconfronteerd met antisemitisme, maar ook over de Romeo en Julia-achtige romance tussen zijn zus en haar katholieke geliefde. Het boek werd wel vergeleken met het werk van Frank McCourt en haalde hoge oplages in Amerika en Groot-Brittannië.
Na zijn late debuutroman publiceerde Bernstein in 2008 zijn tweede boek, The Dream, over zijn leven na de emigratie naar Amerika, toen hij twaalf was. In 2009 verscheen zijn derde autobiografische boek, The Golden Willow, over zijn huwelijksleven en latere jaren.
Bernstein woonde het grootste deel van zijn leven in Brick Town (New Jersey). Hij overleed op 3 juni 2011 te New York, op 101-jarige leeftijd.